# 亞瑙卡
亞瑙卡（西班牙語：Yanaoca），是秘魯的城鎮，位於該國南部庫斯科大區，是卡納斯省的首府，海拔高度約4,000米，始建於1780年11月4日，2005年人口2,266，居民主要使用奇楚瓦語和西班牙語。